# 577 Rhea
För andra betydelser, se Rhea (olika betydelser).
577 Rhea eller 1905 RH är en asteroid i huvudbältet, som upptäcktes 20 oktober 1905 av den tyske astronomen Max Wolf i Heidelberg. Den har fått sitt namn efter Titanen Rhea i den Grekiska mytologin.
Asteroiden har en diameter på ungefär 38 kilometer.